# 怪人乔
约瑟夫·艾伦·马尔多纳多-帕辛杰（英語：Joseph Allen Maldonado-Passage，1963年3月5日—），婚前原姓施瑞宝（英語：Schreibvogel），艺名異國乔（英語：Joe Exotic），美国前动物园老板、重罪犯。異國乔是俄克拉荷马州温尼伍德大温尼伍德奇异动物公园的老板，自称是全美最多产老虎的养殖者。在此之前，他是一名警察，曾在德克萨斯州东谷市担任过一段时间的警察局长。之后两次竞选公职，一次是2016年以无党籍身份参与总统竞选，一次是2018年以自由意志党身份竞选俄克拉荷马州州长，然而两次失败。2017年正式参加州长竞选前，他申请了自由意志党候选人提名。
2019年，马尔多纳多-帕辛杰17项虐待动物（8项违反《雷斯法案》，9项违反《濒危物种法案》）、2项密谋买凶杀害大猫救援首席执行官卡萝尔·巴斯金的联邦指控罪名成立，被判联邦监狱监禁22年。2020年，网飞发布八集系列纪录片《养虎为患》，聚焦他与巴斯金之间的世仇。

## 早年
马尔多纳多-帕辛杰，原名约瑟夫·艾伦·施瑞宝（Joseph Allen Schreibvogel），1963年3月5日生于美国堪萨斯州花园城，在堪萨斯州的一个劳教农场长大。5岁时，他遭到一位年纪比他大的男孩强奸。之后他和家人搬到德克萨斯州，他加入东谷市警察局，不久后成为这个小部门的局长。他表示，兄弟姐妹向父母透露他的同性恋倾向后，他开着巡逻车撞桥打算自杀。不过，他后来改了这起车祸的说法：1997年他告诉《达拉斯晨间新闻》，在警方的一次缉毒行动期间，有人把车子撞下桥。然而，曾目击这起事件的当地居民对此毫无记忆。

## 职业生涯

### 动物
施瑞宝1986年与兄弟加罗德（Garold）在德克萨斯州阿灵顿开了一家宠物店，此前他打了好几份工。1997年，他们关闭了这家宠物店，在附近开了一家新店。施瑞宝因违反装饰和标识法规与阿灵顿官员多次发生冲突，因为在店铺的橱窗上悬挂同志骄傲标志，例如印有彩虹的美国国旗。他指责城市巡查员恐同，因他的性取向专门针对他的店铺。同年，他的兄弟在一场车祸中身亡，他把宠物店卖掉，与父母在俄克拉荷马州购买了一个16英畝（6.5公頃）的农场。兄弟身故两年后，为表示纪念，他以加罗德·韦恩奇异动物纪念公园（Garold Wayne Exotic Animal Memorial Park）的名义开放农场，加罗德的两只宠物成了动物园的第一批居民。
1999年2月，动物福利调查人员在德克萨斯州红橡发现一批遭遗弃的鸸鹋。施瑞宝自愿抓走这些动物，把他们带到动物公园。然而，将这些跑得快的大鸟围捕起来的任务，很快就把施瑞宝、地方志愿者和红橡警方给难住了，好几只鸟因而死亡。施瑞宝和另一位男子用霰弹枪杀死鸸鹋，被警方指控虐待动物。不过，由于鸸鹋被视为家畜，在德克萨斯州人道毁灭它们是合法的，因而大陪审团拒绝给施瑞宝定罪。大多数幸存的鸟类最终被德克萨斯的多家牧场收走。
2000年，施瑞宝收购了两只被遗弃的老虎。老虎产崽速度非常快，他开枪射死了别人送给他的马匹，用马肉喂老虎、狮子和其他大猫。
20多年来，他改名異國乔，成为大温尼伍德奇异动物公园的老板，公园以大猫闻名。他在网上开设电视真人秀，从动物园实时流媒体转播。多年来，他在全国表演杂耍，允许人们摸老虎崽。他还在展览会和购物中心表演。
2006年，美国农业部多次指动物园违反动物福利法标准。2011年，佛罗里达州动物庇护所大猫救援创始人卡萝尔·巴斯金发起示威，抗议他利用虎崽进行表演。为了报复，異國乔在他的宣传中使用了“大猫救援”的名号及多个该庇护所的标识。巴斯金起诉異國乔商标侵权，法庭最终裁定異國乔向巴斯金支付100万美元的和解赔偿金，但巴斯金仅拿到一小部分赔偿。

### 音乐
马尔多纳多-帕辛杰是位有抱负的乡村歌手。打着为计划中的电视真人实境秀节目获取音乐的名义，他委托其他艺人制作乡村歌曲，但他的创作贡献据称只限于提供歌曲的主题和提供和声。之后他为歌曲制作音乐录影带，在YouTube发布这些片段，将自己描绘成主要表演者，把音乐完全归功于自己，没有提到真正的创作者。2015年，他发布戏谑卡萝尔·巴斯金的歌曲《猫咪猫咪来这里》（"Here Kitty Kitty"）的音乐录影带。在片中，一名女演員打扮成巴斯金的模样，把她的第二任丈夫唐·路易斯（Don Lewis）喂给了老虎。路易斯自1997年以来失踪，2002年法律上宣告死亡。

### 政治
马尔多纳多-帕辛杰以“约瑟夫·艾伦·马尔多纳多”（Joseph Allen Maldonado）的名义参加2016年美國總統選舉，在科罗拉多州获得了选举名单，在全国范围内获得了962张选票（包括海选选票）。
之后在2018年俄克拉荷马州州长选举中，以自由意志党党员“異國乔”的身份参选。他在初选中获得664票，在三位自由意志党候选人中排名倒数第一。
初选期间，俄克拉荷马州自由意志党公开责骂他。他于2019年被捕后，州代表大会一致投票决定褫夺他党籍。

各县初选结果：

- 100%
- 80–90%
- 70–80%
- 60–70%
- 50–60%
- 40–50%

- <40%
- 40–50%
- 50%

- 40–50%
- 50–60%
- 60–70%
- 70–80%
- 100%

- 40–50%
- 70–80%
- 100%

- 未投票

| 党派 | 党派              | 候选人                     | 得票数 | 百分比 |
| ---- | ----------------- | -------------------------- | ------ | ------ |
|      | 自由意志党 (美国) | 克里斯·鲍威尔（Chris Powell）          | 1,740  | 48.9   |
|      | 自由意志党 (美国) | 雷克斯·L·劳恩（Rex L. Lawhorn）          | 1,154  | 32.4   |
|      | 自由意志党 (美国) | 约瑟夫·艾伦·马尔多纳多（Joseph Allen Maldonado） | 664    | 18.7   |
| 合计 | 合计              | 合计                       | 3,558  | 100    |

#### 政见
在持枪的问题上，马尔多纳多-帕辛杰认为人们有持枪的宪法权利。然而，他认为重罪犯、心理病患、身体虐待者或性虐待者不应持枪。美国全国步枪协会给马尔多纳多-帕辛杰打0分。他认为患者保护与平价医疗法案是个“笑话”，支持全民医疗卫生系统，指英国和加拿大的医保系统是合适的模式。在堕胎权利上，他认为只要胎儿“不能存活和被认为是活着的，或者身患严重先天缺陷而无法具备任何存活条件”，就应该允许妇女选择堕胎。

## 被捕与定罪

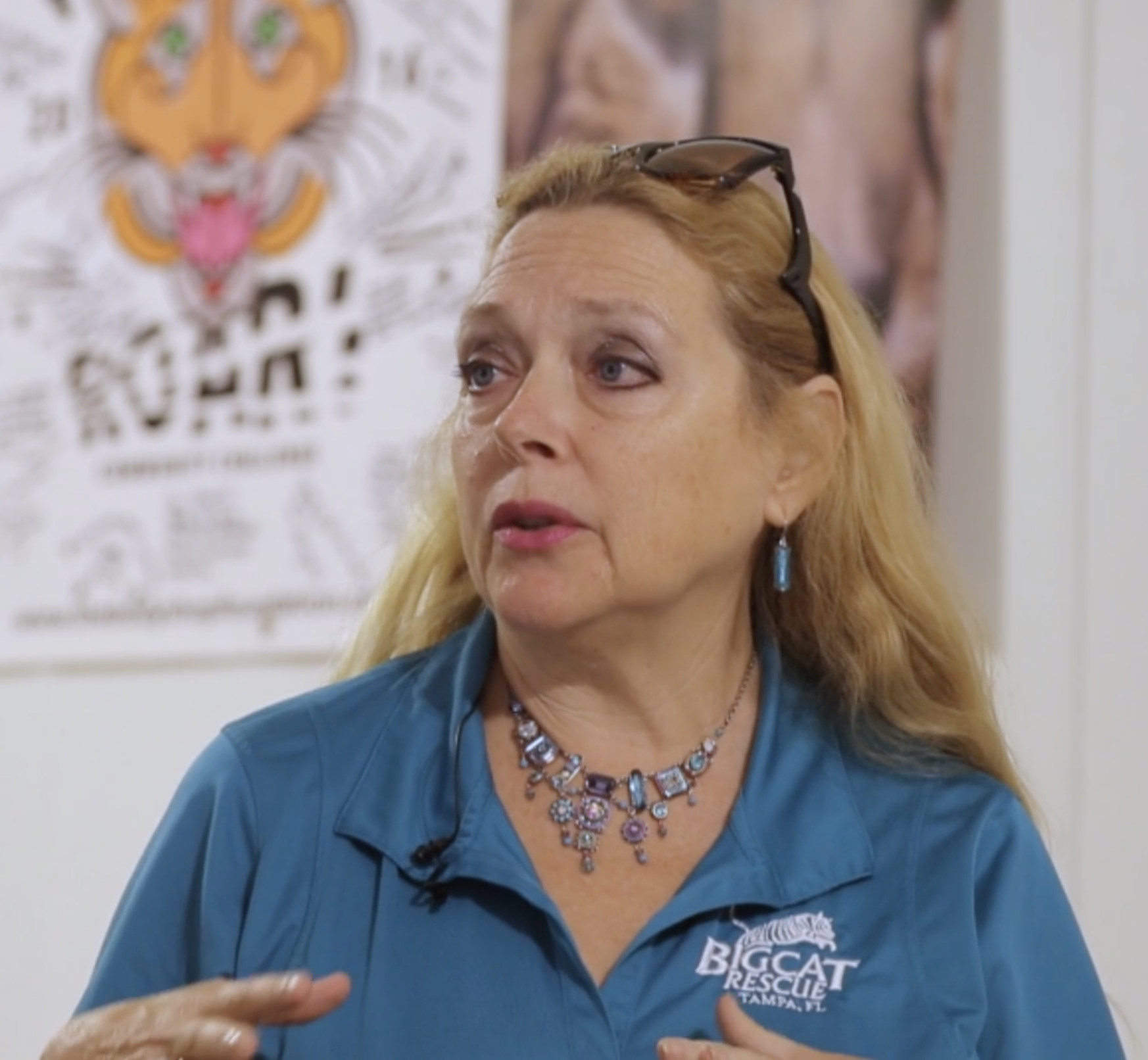
马尔多纳多-帕辛杰于2019年密谋买凶杀害卡萝尔·巴斯金。

经美国鱼类和野生动物管理局执法办公室、联邦调查局、俄克拉荷马州野生动物保护局和美国法警调查，马尔多纳多-帕辛杰于2018年9月7日在佛罗里达州微风湾被定罪和逮捕。联邦陪审团认为異國乔两项雇人谋杀佛罗里达州一名妇女、八项违反雷斯法案伪造野生动物记录、九项违反濒危物种法案杀害五只老虎、跨州贩卖老虎的罪名成立。
他曾雇佣一名联邦调查局卧底特工谋杀宿敌卡萝尔·巴斯金。2019年1月22日，他被判22年监禁。截至2020年3月，他被关押在沃思堡联邦医疗中心。2020年5月31日，俄克拉荷马州联邦法官斯科特·L·帕克裁定卡萝尔获得动物公园所占有的16英亩土地，限定公园目前的业主于120天内搬离所有动物。另外，法庭还发现異國乔曾将动物园转让给母亲，以此逃避败诉的赔偿。

## 个人生活
異國乔是出柜同性恋。尽管无法合法结婚，他还是将许多伴侣称为丈夫。首个为人熟知的伴侣布莱恩·瑞恩（Brian Rhyne）于2001年罹患艾滋病去世。翌年，他与协助他操办动物巡展的项目经理人J·C·哈特彭斯（J. C. Hartpence）交往。2003年中，约翰·芬利（John Finlay）加入动物园，不到一个月便和施瑞宝交往。而此时，由于对毒品和酒精成瘾，異國乔和哈特彭斯的关系急剧恶化。異國乔威胁要杀死哈特彭斯，把他的尸体拿去喂全动物园最大只的老虎，哈特彭斯后来用枪抵住施瑞宝的额头，吓醒了他，因而被当地警方逮捕，最终两人关系破裂。哈特彭斯后来因犯下骚扰儿童和一级谋杀罪入狱。
特拉维斯·马尔多纳多（Travis Maldonado）于2013年12月来到动物园，和芬利一样很快便和施瑞宝结交。不到一个月，施瑞宝、马尔多纳多和芬利举行婚礼，结成三方同性婚姻。芬利一次在动物园后停车场殴打異國乔被捕后，两人关系破裂。2015年，異國乔与马尔多纳多合法结婚，法定全名改为约瑟夫·马尔多纳多。纪录片《养虎为患》显示，芬利和特拉维斯·马尔多纳多都没有表示出同性恋的特征，且两人都与别人有外遇。芬利让动物的接待员怀孕（这是导致他离职的原因之一），马尔多纳多经常打着动物园的名义与多名女性发生性关系。2017年10月6日，马尔多纳多因枪支走火在动物园意外死亡，事件被異國乔的活动经理目击。同年12月11日，異國乔与迪伦·帕辛杰（Dillon Passage）结婚，特拉维斯·马尔多纳多的母亲是证婚人之一。
马尔多纳多-帕辛杰是俄克拉荷马州的委任牧师，可以主持婚礼，然而未有证据显示他有过这方面的经历。他通过普世教会获得牧师证。在《养虎为患》中，他曾穿着牧师袍。

## 纪录片
異國乔喬是2020年纪录片《養虎為患》的主角。他此前曾亮相路易·泰魯的記錄片《美國最危險的寵物》。

## 官司
2020年3月17日，马尔多纳多-帕辛杰在格雷迪縣监狱起诉美国联邦政府，要求美國魚類及野生動物管理局赔偿他9400万美元。他还请求唐纳德·特朗普发布总统特赦令，并计划在庭审中自我辩护。不过，特朗普认为異國乔“古怪”，并没明确表示会不会发布赦免令。根据诉状，鱼类及野生动物管理局须赔偿他7900万美元的老虎损失。他还要求就非法拘禁和一连串指控，包括父亲雪莉（Shirley）的死索偿1500万美元。诉状还指控他的前商业伙伴杰夫·洛（Jeff Lowe）将他服用的药物换成非法药物，造成他损失财产。

## 作品名录
专辑
- I Saw A Tiger（2014）
- Star Struck（2015）